# 2. česká fotbalová liga 2008/2009
Sezóna 2008/09 2. ligy byla 16. sezónou v samostatné české fotbalové lize. Vítězství a postup do Gambrinus ligy 2009/2010 si v předstihu zajistil klub Bohemians Praha 1905. Druhé postupové místo si v 29. kole zajistil klub FC Zenit Čáslav. Klub z Čáslavi se rozhodl vzdát se práva startu v nejvyšší soutěži a prodal jej Slovácku, které se tak vrátilo do nejvyšší soutěže po dvou letech. Do MSFL 2009/2010 sestoupily týmy 1. HFK Olomouc a Fotbal Fulnek.

## Konečná tabulka
| Poř. | Tým                  | Z  | V  | R  | P  | VG | OG | B  |
| ---- | -------------------- | -- | -- | -- | -- | -- | -- | -- |
| 1.   | Bohemians Praha 1905 | 30 | 18 | 9  | 3  | 36 | 14 | 63 |
| 2.   | FC Zenit Čáslav      | 30 | 16 | 8  | 6  | 42 | 27 | 56 |
| 3.   | FC Vysočina Jihlava  | 30 | 15 | 6  | 9  | 36 | 27 | 51 |
| 4.   | FK Ústí nad Labem    | 30 | 15 | 4  | 11 | 39 | 38 | 49 |
| 5.   | FK Dukla Praha       | 30 | 12 | 10 | 8  | 37 | 25 | 46 |
| 6.   | FK Baník Sokolov     | 30 | 12 | 7  | 11 | 56 | 37 | 43 |
| 7.   | Slezský FC Opava     | 30 | 12 | 7  | 11 | 44 | 38 | 43 |
| 8.   | MFK OKD Karviná      | 30 | 12 | 7  | 11 | 45 | 42 | 43 |
| 9.   | FK Fotbal Třinec     | 30 | 9  | 12 | 9  | 33 | 30 | 39 |
| 10.  | 1. FC Slovácko       | 30 | 9  | 12 | 9  | 25 | 29 | 39 |
| 11.  | AC Sparta Praha „B“  | 30 | 10 | 8  | 12 | 39 | 38 | 38 |
| 12.  | FK Baník Most        | 30 | 10 | 7  | 13 | 30 | 43 | 37 |
| 13.  | FC Hradec Králové    | 30 | 7  | 14 | 9  | 36 | 32 | 35 |
| 14.  | FC Vítkovice         | 30 | 8  | 9  | 13 | 34 | 47 | 33 |
| 15.  | 1. HFK Olomouc       | 30 | 5  | 12 | 13 | 32 | 42 | 27 |
| 16.  | Fotbal Fulnek        | 30 | 1  | 6  | 23 | 17 | 72 | 9  |

Poznámky
- Z = Odehrané zápasy; V = Vítězství; R = Remízy; P = Prohry; VG = Vstřelené góly; OG = Obdržené góly; B = Body

|  | Postup do Gambrinus ligy 2009/2010 |
|  | Sestup do MSFL 2009/2010           |

## Výsledky
|                      | B05 | CAS | DUK | FUL | HFK | HRK | JIH | KAR | MOS | OPA | SLO | SOK | SPB | TRI | UNL | VIT |
| -------------------- | --- | --- | --- | --- | --- | --- | --- | --- | --- | --- | --- | --- | --- | --- | --- | --- |
| Bohemians Praha 1905 | XXX | 2:0 | 1:0 | 2:0 | 2:0 | 1:0 | 2:0 | 2:0 | 2:2 | 1:0 | 1:0 | 1:0 | 0:0 | 1:0 | 0:1 | 1:1 |
| FC Zenit Čáslav      | 1:1 | XXX | 2:1 | 2:0 | 1:0 | 3:2 | 2:1 | 0:0 | 2:1 | 2:0 | 0:0 | 1:0 | 2:1 | 2:1 | 0:0 | 3:0 |
| FK Dukla Praha       | 1:3 | 2:1 | XXX | 6:0 | 1:0 | 0:0 | 2:1 | 2:0 | 0:0 | 2:0 | 0:0 | 2:0 | 0:0 | 1:1 | 3:0 | 3:2 |
| Fotbal Fulnek        | 1:1 | 0:4 | 2:1 | XXX | 2:2 | 0:0 | 0:2 | 0:3 | 0:3 | 0:1 | 0:1 | 0:0 | 0:2 | 2:4 | 0:0 | 1:2 |
| 1. HFK Olomouc       | 1:1 | 0:0 | 1:1 | 6:1 | XXX | 0:2 | 0:0 | 4:2 | 0:0 | 1:0 | 0:1 | 2:2 | 0:1 | 1:1 | 2:3 | 2:1 |
| FC Hradec Králové    | 1:2 | 1:1 | 1:1 | 2:0 | 1:1 | XXX | 0:1 | 3:1 | 2:0 | 0:0 | 1:1 | 0:2 | 2:2 | 0:0 | 5:2 | 1:1 |
| FC Vysočina Jihlava  | 0:1 | 1:0 | 0:1 | 2:2 | 1:0 | 1:1 | XXX | 3:2 | 1:0 | 3:0 | 1:0 | 1:0 | 5:1 | 0:1 | 4:0 | 1:2 |
| MFK OKD Karviná      | 1:1 | 3:1 | 3:1 | 2:1 | 0:2 | 2:1 | 1:1 | XXX | 2:0 | 1:1 | 1:1 | 1:4 | 3:2 | 4:1 | 2:0 | 2:0 |
| FK Baník Most        | 0:1 | 2:3 | 1:0 | 2:1 | 2:1 | 3:2 | 0:0 | 1:0 | XXX | 1:1 | 3:1 | 0:2 | 2:1 | 2:2 | 0:1 | 1:0 |
| Slezský FC Opava     | 1:0 | 2:2 | 2:1 | 5:0 | 1:1 | 3:1 | 1:2 | 1:0 | 3:1 | XXX | 1:1 | 3:2 | 3:0 | 1:2 | 4:3 | 3:0 |
| 1. FC Slovácko       | 0:2 | 2:0 | 0:0 | 2:1 | 3:0 | 1:1 | 3:0 | 0:1 | 0:0 | 2:1 | XXX | 2:1 | 1:0 | 0:0 | 0:1 | 1:1 |
| FM Baník Sokolov     | 1:2 | 0:0 | 2:2 | 4:0 | 2:2 | 1:4 | 5:0 | 2:2 | 5:0 | 2:1 | 3:0 | XXX | 1:0 | 1:1 | 1:2 | 4:0 |
| AC Sparta Praha „B“  | 0:0 | 1:2 | 1:0 | 3:2 | 3:0 | 0:1 | 0:2 | 2:0 | 1:2 | 4:2 | 1:1 | 3:2 | XXX | 0:0 | 3:0 | 4:1 |
| FK Fotbal Třinec     | 1:1 | 0:1 | 0:1 | 1:0 | 4:1 | 1:1 | 0:1 | 1:0 | 4:0 | 0:0 | 3:0 | 1:4 | 0:0 | XXX | 1:0 | 1:3 |
| FK Ústí nad Labem    | 0:1 | 2:1 | 1:1 | 4:0 | 2:1 | 1:0 | 0:0 | 1:3 | 3:0 | 1:3 | 4:0 | 0:1 | 3:2 | 1:0 | XXX | 2:0 |
| FC Vítkovice         | 1:0 | 1:3 | 0:1 | 3:1 | 1:1 | 0:0 | 0:1 | 3:3 | 2:1 | 2:0 | 1:1 | 4:2 | 1:1 | 1:1 | 0:1 | XXX |

Poslední aktualizace: 7. 6. 2009.

## Soupisky mužstev

### Bohemians Praha 1905
Jiří Havránek (5/0/1)
Radek Sňozík (25/2/16) –
Lukáš Adam (26/2),
Radoslav Augustín (1/0),
Vladimír Bálek (6/0),
David Bartek (13/1),
Martin Cseh (2/0),
Lukáš Hartig (16/1),
Ivan Hašek (5/1),
Aziz Ibragimov (17/1),
Ivan Janek (8/0),
Josef Jindřišek (13/0),
Marek Jungr (6/0),
Vlastimil Karal (10/0),
Martin Kotyza (20/0),
Petr Kunášek (7/0),
Pavel Lukáš (27/1),
Lukáš Marek (8/0),
Jan Moravec (21/1),
Jan Morávek (25/8),
Marek Nikl (25/1),
Michal Pávek (11/0),
Ferenc Róth (22/3),
Jan Růžička (14/1),
Jiří Rychlík (26/1),
Dalibor Slezák (17/1),
Miloslav Strnad (11/0),
Milan Škoda (26/8),
Ivan Trojan (1/0) –
trenér Pavel Hoftych

### FC Vysočina Jihlava
Martin Štěpanovský (1/0/1),
Jan Vojáček (24/0/11),
Václav Winter (5/0/2) –
Tomáš Cihlář (22/0),
Davison De Olivieira (4/0),
Michal Drábek (3/0),
Martin Dupal (11/0),
Petr Faldyna (29/13),
Jiří Gába (26/0),
Vittorio Da Silva Gabriel (26/0),
Michal Kadlec (27/4),
Tomáš Kaplan (17/1),
Karol Karlík (9/0),
Michal Lovětínský (26/0),
Pavel Mareš (3/0),
Michael Rabušic (16/2),
František Schneider (14/2),
Pavel Simr (13/4),
Jan Štohanzl (13/3),
Stanislav Tecl (6/1),
Petr Tlustý (30/1),
Rudolf Urban (25/1),
Vladimír Vácha (1/0),
Michal Vepřek (22/0),
Michal Veselý (24/2),
Matěj Vydra (12/2),
Michal Vyskočil (7/0) –
trenér Karol Marko

### FK Ústí nad Labem
Radim Novák (23/0/10), 
Radek Porcal (8/0/3) –
Jan Bartoš (8/0),
Ladislav Benčík (29/1),
Lukáš Dvořák (27/1),
Pavel Džuban (27/5),
Petr Fousek (2/0),
Jan Franc (28/1),
Pavel Karlík (18/2),
Tomáš Káňa (8/0),
Pavel Krejčíř (6/0),
Jan Martykán (30/2),
Bohumil Nádeníček (18/6),
Tomáš Pilík (22/2),
Jakub Rosocha (2/0),
Pavlo Rudnyckyj (24/3),
Jaroslav Škoda (24/0),
Jaroslav Šmrha (13/0),
Michal Valenta (29/5),
Richard Veverka (22/5)
Zdeněk Volek (26/3),
Tomáš Vondrášek (7/1),
Milan Zachariáš (4/0),
Zdeněk Zvonek (1/0) –
trenér Svatopluk Habanec

### FK Dukla Praha
Filip Rada (2/0/0), 
Martin Svoboda (23/0/12),
Michal Vorel (5/0/2) –
Vladimír Balát (7/0),
Martin Bayer (1/0),
Christoph Beranek (1/0),
Lubomír Blaha (19/4),
Patrik Gedeon (26/1),
František Hanus (12/0),
Ondřej Hrdina (1/0),
Jan Hubka (6/0),
Dani Chigou (10/4),
Vait Ismaili (3/0),
Michal Kolomazník (27/8),
Ondřej Kučera (8/0),
Radek Kúdela (3/0),
Tomáš Kulvajt (27/2),
Donát Laczkovich (6/0),
Martin Macháček (7/0),
Petr Malý (30/2),
Peter Mičic (10/1),
David Mikula (27/0),
Jiří Novotný (26/0),
Vladislav Palša (4/0),
Jakub Sklenář (3/0),
Jan Svatonský (29/2),
Ondřej Šiml (11/1),
Michal Šmíd (19/0),
Jan Vorel (27/0),
Luděk Zelenka (28/11) –
trenér Günter Bittengel

### FK Baník Sokolov
Jiří Bertelman (7/0),
Luboš Ilizi (-/0) –
David Čada (26/3),
Martin Čupr (28/1),
Oleh Duchnyč (27/4),
Michal Habai (15/0),
Tomáš Hájovský (10/1),
Aleš Hanzlík (8/1),
Igor Hrabáč (11/1),
Marek Jandík (5/0),
Pavel Javorský (14/1),
Martin Jirouš (25/18),
František Jungman (2/0),
Daniel Kaplan (19/0),
Petr Knakal (26/1),
František Kura (18/2),
Robert Pacinda (3/1),
Tomáš Pilař (24/5),
Miroslav Podrazký (30/6),
Jiří Procházka (13/0),
Michal Salák (28/3),
Jaromír Šmerda (21/2),
David Vaněček (30/4),
Jan Vůjtěch (1/0) -

### Slezský FC Opava
Josef Květon (2/0/1),
Otakar Novák (28/0/7) –
Milan Barteska (26/3),
Petr Cigánek (28/3),
Milan Halaška (30/10),
Luboš Horka (11/0),
Jan Jelínek (28/0),
Rostislav Kiša (27/2),
Jaroslav Kolínek (26/4),
Lukáš Krčmařík (14/0),
František Metelka (9/0),
Radek Mezlík (25/3),
Martin Neubert (16/1),
Zdeněk Partyš (28/1),
Dušan Půda (27/2),
Martin Pulkert (12/0),
Pavel Šultes (23/8),
Martin Uvíra (10/0),
Radomír Víšek (12/0),
Robin Wirth (17/1),
Václav Zapletal (19/5) –
trenéři Jiří Neček (1.–9. kolo) a Radoslav Látal (10.–30. kolo), asistenti Jan Pejša (1.–9. kolo) a Vilém Axmann

### MFK OKD Karviná
Martin Blaha (6/0/0),
Tomáš Kučera (18/0/3),
Peter Pillár (7/0/2) –
František Brezničan (7/1),
Jan Buryán (27/1),
Adrian Čeman (14/0),
Leonel Maximiliano Damiano (3/0),
Petr Dittrich (9/0),
Radim Diviš (3/0),
Ondřej Ficek (26/4),
David Gill (7/0),
Josef Hoffmann (21/0),
Vitomir Jelić (7/0),
Ján Juska (21/2),
Filip Juroszek (13/1),
Tomáš Jursa (28/1),
Zdeněk Látal (4/1),
Michal Macek (15/3),
Vladan Milosavljev (27/5),
Vladimír Mišinský (13/2),
Ján Novák (2/0),
Martin Opic (23/12),
Marcel Pavlík (13/2),
Michael Reichl (4/0),
Dominik Richter (10/0),
Filip Rýdel (16/3),
Radek Slončík (13/2),
David Sourada (28/4),
Vladimír Staš (12/0),
Hervé Tchami (8/0) –
trenér Leoš Kalvoda

### SK Železárny Třinec
Václav Bruk (1/0/0),
Martin Lipčák (29/0/11) –
Marián Adam (3/1),
Ondřej Byrtus (1/0),
Stanislav Cabák (5/0),
Miroslav Ceplák (16/1),
Martin Doubek (25/7),
Tomáš Ďurica (14/0),
Pavel Eismann (15/1),
Anton Fizek (4/0),
Jaromír Grim (3/0),
František Hanus (14/1),
Michael Hupka (26/0),
Jaroslav Chlebek (28/0),
Petr Joukl (25/2),
Radim Kopecký (2/0),
Radek Kuděla (14/0),
Flávio do Nascimento Laureano (1/0),
Petr Lisický (29/1),
Karel Maceček (8/1),
Pavel Malíř (27/3),
Ivan Martinčík (19/0),
Jaromír Matěj (2/0),
Vít Přecechtěl (11/3),
Radek Szmek (24/6),
Martin Šalamoun (23/1),
Richard Veselý (17/4),
Martin Zbončák (13/0),
Ilja Zítka (12/0) –
trenéři Miroslav Kouřil (1.–14. kolo) a Erich Cviertna (15.–30. kolo)

### 1. FC Slovácko
Miroslav Filipko (28/0/11),
Přemysl Kovář (2/0/0) –
Jan Berger (12/0),
Ondřej Čtvrtníček (15/0),
René Formánek (25/0),
Lukáš Fujerik (13/1),
Michal Gonda (14/2)
Radek Görner (8/0),
Abdelkader Hani (2/0),
Radim Holub (10/0),
Richard Hrotek (11/1),
Aleš Chmelíček (21/6),
Tomáš Ineman (11/2),
Dejan Jurkič (6/1),
Tomáš Kazár (10/1),
Milan Kerbr (9/0),
Michal Kordula (12/0),
Lukáš Kubáň (20/0),
Ondřej Lysoněk (8/1),
Lukáš Matůš (12/0),
Cléber Nascimento da Silva (13/3),
Pavel Němčický (26/1),
Václav Ondřejka (7/0),
Jiří Perůtka (23/1),
Martin Psohlavec (7/1),
Tomáš Randa (29/4),
Petr Reinberk (7/0),
Peter Sládek (13/1),
Petr Stýskala (22/0),
Jan Šimáček (19/0) –
trenéři Ladislav Jurkemik (1.–16. kolo) a Josef Mazura (17.–30. kolo)

### SK Hradec Králové
Jiří Lindr (24/0/7),
Karel Podhajský (6/0/2) –
Radek Bukač (8/0),
Pavel Černý (15/4),
Pavel Dvořák (30/9),
Roman Fischer (24/4),
Tomáš Groh (2/0),
Tomáš Hašler (2/0),
Jakub Chleboun (22/1),
Jiří Janoušek (1/0),
David Kalousek (19/1),
Vlastimil Karal (10/1),
Martin Kasálek (13/2),
Jiří Kaufman (24/6),
Radek Korba (1/0),
Jiří Krejcar (8/0),
Michael Mácha (2/0),
Ján Nemček (21/0),
Pavel Němeček (19/0),
Ondřej Pacák (16/0),
Václav Pilař (19/10),
Jiří Poděbradský (28/2),
David Přibyl (11/0),
Tomáš Rezek (29/3),
Radek Sláma (13/0),
Ivo Svoboda (12/1),
Milan Válek (7/0),
Jiří Vít (11/0),
Radek Voltr (2/1),
Radim Wozniak (22/0),
Daniel Zinke (7/1) –
trenéři Oldřich Machala (1.–22. kolo) a Václav Kotal (23.–30. kolo)

### FC Vítkovice
Filip Klepek (2/0/0),
Maksims Uvarenko (13/0/2),
Tomáš Vaclík (14/0/1),
Tomáš Vaško (3/0/0) –
Zbyněk Bednář (1/0),
Patrik Beutel (1/0),
Václav Cverna (6/0),
Tomáš Čáp (14/0),
Radim Derych (22/0),
Jaroslav Diviš (29/10),
Karel Doležal (21/0),
David Fromelius (6/0),
Martin Hanák (10/1),
Martin Houška (7/1),
Tomáš Hrdlovič (17/0),
Lukáš Klimek (6/1),
Adam Křiva (26/0),
Tomáš Kuchař (19/3),
Diego Lattmann (13/0),
Roman Mach (14/2),
Tomáš Mikulenka (28/1),
Martin Motyčka (25/4),
Rudolf Novák (9/0),
Jan Plešek (11/1),
Tomáš Poznar (16/3),
Martin Prohászka (13/6),
Martin Pulkert (12/1),
Thiago Silveira da Silva (20/0),
Martin Švestka (24/0),
Vlastimil Švehla (13/0) –
trenéři Alois Grussmann (1.–4. kolo) a Vlastimil Palička (5.–30. kolo)

### 1. HFK Olomouc
Petar Aleksijević (2/0/1),
Martin Doležal (17/0/4),
Vojtěch Šrom (5/0/0),
Martin Trančík (6/0/0) –
Milan Čižmar (1/0),
Martin Čučka (13/0),
Tomáš Dadák (23/1),
Michal Galajda (20/3),
Tomáš Glos (6/0),
Jaromír Grim (13/3),
Jaroslav Josefík (19/2),
Ondřej Kalvoda (21/1),
David Korčián (28/11),
Tomáš Krejčí (2/0),
Miloš Kropáček (6/0),
Peter Krutý (27/2),
Roman Kučerňák (26/1),
Tomáš Libič (14/0),
Pavel Los (13/0),
Ivo Lošťák (17/0),
Jaromír Lukášek (18/2),
Izidoro Da Silva Mindenberg (10/1),
Jan Mucha (12/0),
Vadim Salatyn (7/0),
Michal Spáčil (9/0),
Rudolf Škrobák (6/1),
Vladimír Škuta (10/0),
Jan Tögel (1/0),
Štefan Toporčák (5/0),
Tomáš Vajda (14/0),
Pavel Vrána (10/4),
Juraj Vurčík (6/0),
Martin Zlatohlavý (27/0) –
trenéři Josef Mucha (1.–18. kolo) a Miroslav Kouřil (19.–30. kolo), asistent Valdemar Horváth

### Fotbal Fulnek
Jiří Pospěch (28/0/3),
Michal Drápela (2/0/0) –
Aleš Bitomský (6/0),
Martin Blažek (12/0),
Martin Černoch (7/0),
Peter Ďurica (10/0),
Martin Houška (12/0),
Jiří Huvar (23/1),
Tomáš Janoviak (27/2),
Josef Jindřišek (15/2),
Dalibor Koštuřík (15/3),
Michal Kovář (7/1),
Miroslav Král (3/0),
Karel Krása (4/0),
Radim Krása (21/1),
Ondřej Lang (11/0),
Josef Lukaštík (15/1),
Petr Otýpka (3/0),
Marcel Pavlík (16/0),
Petr Sedlák (23/0),
Jan Schulmeister (24/1),
Radek Slončík (10/0),
Marek Sokol (13/0),
Marek Solnický (7/0),
Vladimír Staš (8/0),
Jan Šesták (5/0),
Ondřej Šturala (7/0),
Martin Švec (11/1),
Zdeněk Traxl (9/1),
Viktor Vaculín (14/2),
Tomáš Vajda (15/0),
Tomáš Vrťo (6/0),
Michal Vyskočil (12/0) –
trenéři Václav Daněk (1.–9. kolo), Daniel Kutty a Tomáš Chlebek (10.–16. kolo), Tomáš Chlebek (17.–30. kolo), asistenti Daniel Kutty a Tomáš Chlebek (1.–9. kolo), Miloslav Bialek (17.–30. kolo)

## Střelci
Poslední aktualizace: 7.6. 2009
18 branek
- Martin Jirouš (FK Baník Sokolov)

13 branek
- Petr Faldyna (FC Vysočina Jihlava)

12 branek
- Martin Opic (MFK OKD Karviná)

11 branek
- Luděk Zelenka (FK Dukla Praha)
- David Korčián (1. HFK Olomouc)

10 branek
- Milan Halaška (Slezský FC Opava)
- Jaroslav Diviš (FC Vítkovice)

9 branek
- Miloslav Strnad (FC Zenit Čáslav)
- Michal Dian (FC Zenit Čáslav)
- Pavel Dvořák (FC Hradec Králové)

8 branek
- Milan Škoda (Bohemians Praha 1905)
- Jan Morávek (Bohemians Praha 1905)
- Michal Kolomazník (FK Dukla Praha)
- Pavel Šultes (Slezský FC Opava)